# Lutnictwo

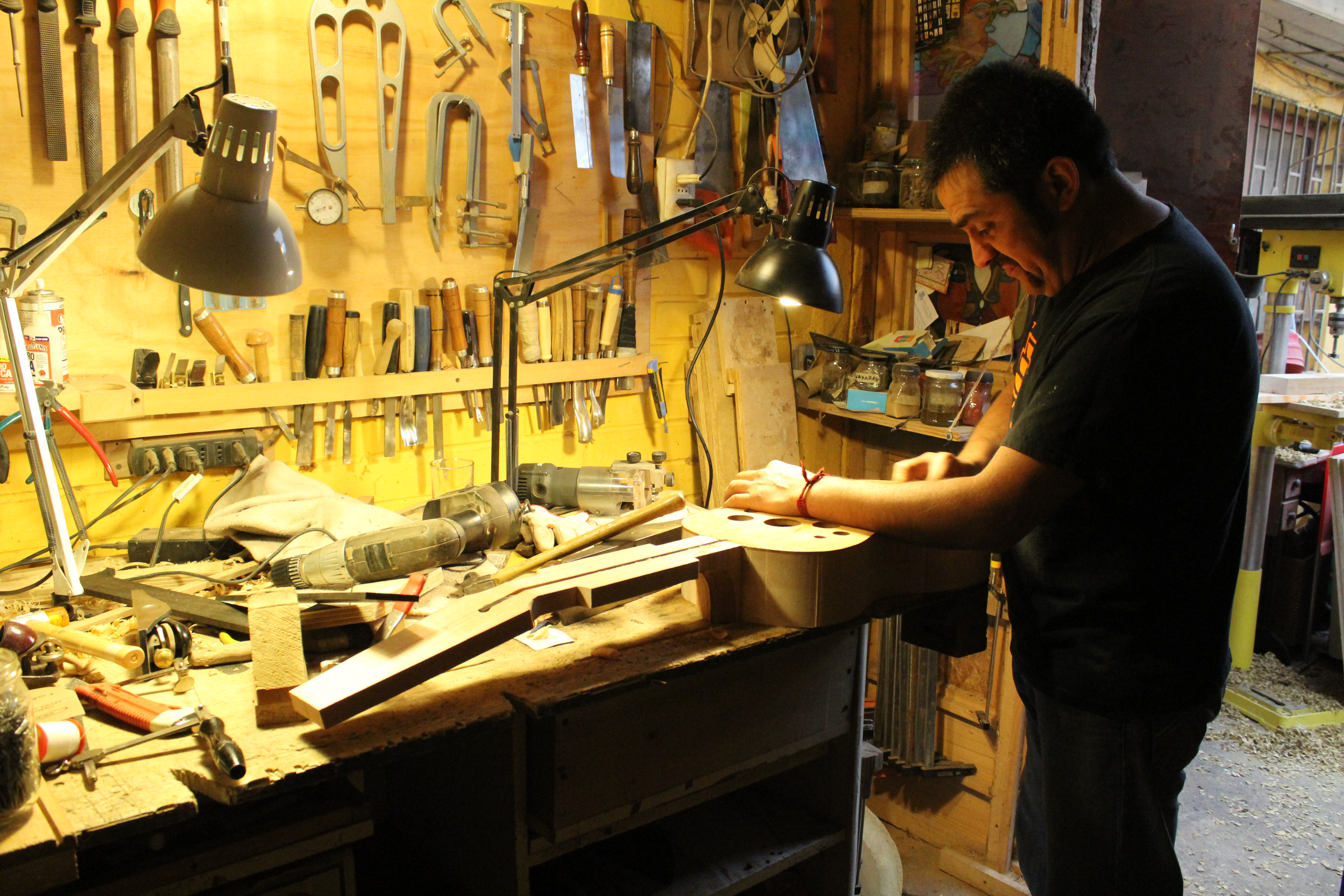
Lutnictwo

Lutnictwo – sztuka tworzenia instrumentów strunowych szyjkowych:
Instrumenty lutnicze:
- smyczkowe
  - skrzypce
  - altówka
  - wiolonczela
  - kontrabas
  - viola da gamba
  - lira korbowa
- szarpane
  - lutnia
  - mandolina
  - bałałajka
  - banjo
  - gitary
    - klasyczna
    - akustyczna
    - rezofoniczna
    - elektryczna
    - elektryczno-akustyczna (Jazzowa)

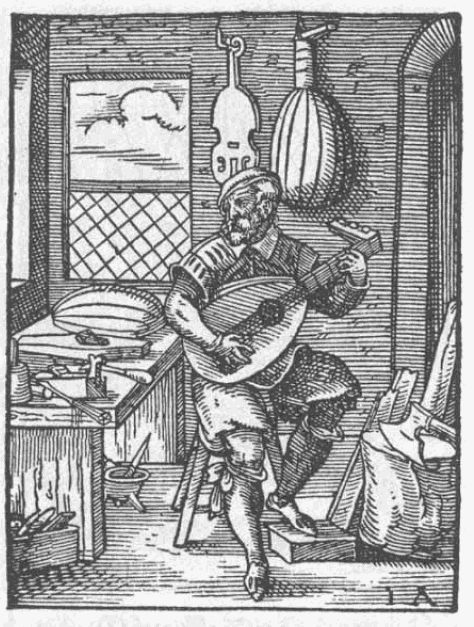
Lutnik na rycinie z XVI w.

    - basowa

## Historia lutnictwa
Nazwa w XV w. odnosiła się do lutni i od niej pochodzi. Rozszerzyła swoje znaczenie w miarę powstawania w pracowniach lutników nowych instrumentów, np. skrzypiec (ok. XVI w.) i tego właśnie okresu sięgają początki lutnictwa w obecnym rozumieniu. W XVI i XVII w. powstały we Włoszech silne ośrodki lutnicze, skupiające rzemieślników produkujących instrumenty najczęściej pod kierunkiem mistrza, który swoim talentem, doświadczeniem i smakiem artystycznym determinował cechy powstających pod jego kierunkiem instrumentów. Tak powstawały słynne szkoły lutnicze, a w następstwie przekazywania wiedzy z pokolenia na pokolenie – całe rody, jak słynne do dzisiaj Amati, Guarneri, Guadagnini. Polska szkoła lutnicza stała w tamtym okresie na wysokim poziomie. Znani polscy lutnicy to: Baltazar Dankwart, Marcin Groblicz. Złoty wiek europejskiego i polskiego lutnictwa skończył się wraz z powstaniem w drugiej połowie XVIII w. ośrodków produkujących instrumenty masowo: manufaktur, a następnie fabryk.
W chwili obecnej jedyną placówką wyższą kształcącą lutników w Polsce jest Akademia Muzyczna w Poznaniu.